# Han (Kotor, Crna Gora)
Han je naselje u Boki kotorskoj, u općini Kotor. 

## Zemljopisni položaj
Selo je situirano u Krivošijama, brdskoj mikroregiji Bokokotorskog zaljeva. 

## Povijest
Ime naselja asocira da je u prošlosti, najvjerojatnije za osmanlijske vlasti, na području današnjeg slabo naseljenog mjesta postojalo odmorište za putnike koji su putovali iz planinske Crne Gore za Boku kotorsku. 

## Stanovništvo

### Nacionalni sastav po popisu 2003.
- Srbi - 54
- Crnogorci - 3
- neopredijeljeni - 1
- ostali -  2